# 4,4'-二甲基联苯-2,2'-二甲酸
4,4'-二甲基联苯-2,2'-二甲酸是一种有机化合物。

## 制备
它可由2-氨基-5-甲基苯甲酸通过重氮化反应，在Cu+下发生偶联反应制得。